# Roméo Monticelli
Roméo Monticelli (2 oktober 2005) is een Belgisch voetballer die onder contract ligt bij Oud-Heverlee Leuven U23.

## Clubcarrière
Monticelli genoot zijn jeugdopleiding bij Chièvres, Géants Athois, AFC Tubize en Sporting Charleroi. In mei 2022 ondertekende hij een profcontract tot medio 2025 bij Charleroi. In juli 2022 mocht hij met de A-kern mee op zomerstage naar Nederland. In het seizoen 2022/23 speelde hij 21 competitiewedstrijden voor het beloftenelftal van Sporting Charleroi in Eerste nationale.
Op 5 augustus 2023 maakte hij zijn officiële debuut in het eerste elftal van de club: op de tweede competitiespeeldag liet trainer Felice Mazzu hem starten tegen Cercle Brugge. Tijdens de rust werd hij vervangen door Youssouph Badji. Later dat seizoen mocht hij nog vier keer invallen bij de eerste ploeg: drie keer in de competitie en één keer in de Beker van België. Daarnaast speelde hij ook weer een aantal wedstrijden voor de Zébras Élites in Eerste nationale.
In de zomer van 2024 stapte Monticelli over naar Oud-Heverlee Leuven, waar hij aanvankelijk gehaald werd voor het U23-team in Eerste nationale. Monticelli ondertekende een tweejarig contract bij de Leuvense eersteklasser.

## Clubstatistieken
| Seizoen         | Club               | Land            | Competitie          | Competitie | Competitie | Beker | Beker | Supercup | Supercup | Europees | Europees | Totaal | Totaal |
| Seizoen         | Club               | Land            | Competitie          | Wed.       | Dlp.       | Wed.  | Dlp.  | Wed.     | Dlp.     | Wed.     | Dlp.     | Wed.   | Dlp.   |
| --------------- | ------------------ | --------------- | ------------------- | ---------- | ---------- | ----- | ----- | -------- | -------- | -------- | -------- | ------ | ------ |
| 2022/23         | Zébra Elites       | Vlag van België | Eerste nationale    | 21         | 0          | —     | —     | —        | —        | —        | —        | 21     | 0      |
| 2023/24         | Zébra Elites       | Vlag van België | Eerste nationale    | 16         | 0          | —     | —     | —        | —        | —        | —        | 16     | 0      |
| 2023/24         | Sporting Charleroi | Vlag van België | Eerste klasse A     | 4          | 0          | 1     | 0     | —        | —        | —        | —        | 5      | 0      |
| 2024/25         | OH Leuven U23      | Vlag van België | Eerste nationale VV | 15         | 0          | —     | —     | —        | —        | —        | —        | 15     | 0      |
| Carrière totaal | Carrière totaal    | Carrière totaal | Carrière totaal     | 56         | 0          | 1     | 0     | 0        | 0        | 0        | 0        | 57     | 0      |

Bijgewerkt op 23 december 2024.

## Interlandcarrière
Monticelli nam in 2022 met België –17 deel aan het EK onder 17 in Israël. In de eerste groepswedstrijd tegen Servië (1-1-gelijkspel) speelde hij een hele wedstrijd, in de derde groepswedstrijd tegen Turkije (3-1-zege) liet bondscoach David Penneman hem in de 73e minuut invallen voor Vincent Burlet.